# Karangasem (Kecamatan)
Karangasem ist indonesischer Distrikt (Kecamatan) im Osten des balinesischen Regierungsbezirks Karangasem. Er grenzt im Osten an den Kecamatan Manggis, im Nordwesten an Bebandem und im Norden an Abang. Im Osten und Süden bildet die etwa 25 km lange Küstenlinie der Balisee eine natürliche Grenze. Der Distrikt gliedert sich in 11 Dörfer: 8 Dörfer ländlichen Typs (Desa) und 3 städtisch geprägte Dörfer (Kelurahan).

## Verwaltungsgliederung
| Kode PUM 1    | Dorf 2          | Fläche (km²) Ende 2021 | Einwohner Census 2010 | Einwohner Census 2020 | Einwohner Ende 2021 | Dichte Einw. pro km² |
| ------------- | --------------- | ---------------------- | --------------------- | --------------------- | ------------------- | -------------------- |
| 51.07.04.2001 | Bugbug          | 13,90                  | 9.111                 | 11.242                | 11.542              | 830,36               |
| 51.07.04.1002 | Subagan         | 8,44                   | 15.048                | 17.782                | 18.115              | 2.146,33             |
| 51.07.04.1003 | Padang Kerta    | 7,39                   | 7.380                 | 9.088                 | 9.479               | 1.282,68             |
| 51.07.04.1004 | Karang Asem     | 8,60                   | 15.959                | 19.154                | 20.004              | 2.326,05             |
| 51.07.04.2005 | Tumbu           | 3,56                   | 3.712                 | 4.546                 | 4.727               | 1.327,81             |
| 51.07.04.2006 | Seraya          | 15,34                  | 8.790                 | 10.401                | 11.047              | 720,14               |
| 51.07.04.2007 | Seraya Barat    | 11,51                  | 5.039                 | 5.850                 | 5.904               | 512,95               |
| 51.07.04.2008 | Seraya Timur    | 12,42                  | 6.687                 | 7.993                 | 8.325               | 670,29               |
| 51.07.04.2009 | Pertima         | 5,35                   | 4.796                 | 6.301                 | 6.941               | 1.297,38             |
| 51.07.04.2010 | Tegalinggah     | 2,48                   | 2.361                 | 2.832                 | 3.174               | 1.279,84             |
| 51.07.04.2011 | Bukit           | 6,75                   | 3.723                 | 4.847                 | 5.126               | 759,41               |
| 51.07.04      | Kec. Karangasem | 95,74                  | 82.606                | 100.036               | 104.384             | 1.090,29             |
Ergebnisse aus Zählung:
2010 und 2020, Fortschreibung (Datenstand: Ende 2021)

## Bevölkerung

### Bevölkerungsentwicklung der letzten drei Halbjahre
| Datum      | Fläche (km²) | Einwohner | männlich | weiblich | Dichte (Einw./km²) | Sex Ratio (m*100/w) |
| ---------- | ------------ | --------- | -------- | -------- | ------------------ | ------------------- |
| 31.12.2020 | 95,74        | 103.560   | 52.379   | 51.181   | 1.081,7            | 102,3               |
| 30.06.2021 | 95,74        | 102.655   | 51.946   | 50.709   | 1.072,2            | 102,4               |
| 31.12.2021 | 96,00        | 104.384   | 52.608   | 51.776   | 1.087,3            | 101,6               |
Fortschreibungsergebnisse